# Celso Pinto de Melo
Celso Pinto de Melo (João Pessoa, 11 de janeiro de 1951) é um físico brasileiro. Foi presidente da Sociedade Brasileira de Física de 2009 a 2013.

## Vida acadêmica
Em 1973, formou-se em engenharia química pela Universidade Federal de Pernambuco (UFPE). Dois anos depois, em 1975, obteve o mestrado em física pela própria Univeridade Federal de Pernambuco (UFPE) e em 1980 conclui o doutorado em Física, pela Universidade da Califórnia em Santa Bárbara.

## Prêmios e títulos
- 2009: Ordem Nacional do Mérito Científico, concedida pela Presidência da República do Brasil.